# Felix Bressart
Felix Bressart   (Txernixévskoie, 2 de març de 1895 - Los Angeles, 17 de març de 1949) va ser un actor d'escenari i pantalla alemany-americà.

## Biografia
Bressart (pronunciat "BRESS-ert") va néixer a Prússia Oriental, Alemanya (ara part de Rússia). El seu debut com a actor va ser l'any 1914 al Stadttheater Würzburg, i va actuar a Àustria, Dinamarca, Anglaterra, França, Alemanya, Hongria i Iugoslàvia. Era un actor teatral experimentat quan va debutar al cinema el 1927. Va començar com a actor secundari, per exemple com l'agutzil a l'èxit de taquilla Die Drei von der Tankstelle (1930), però aviat es va establir en papers principals de pel·lícules menors. Després que els nazis prenguessin el poder el 1933, el jueu Bressart va abandonar Alemanya i va continuar la seva carrera en pel·lícules de parla alemanya a Àustria, on els artistes jueus encara estaven relativament segurs. Després d'actuar en no menys de 40 pel·lícules alemanyes, va emigrar als Estats Units el 1936.
Un dels antics col·legues europeus de Bressart va ser Joe Pasternak, que s'havia convertit en productor de Hollywood. La primera pel·lícula nord-americana de Bressart va ser Three Smart Girls Grow Up (1939), un vehicle per a l'estrella d'Universal Pictures, Deanna Durbin. Pasternak va triar Bressart per actuar en una prova de pantalla davant del descobriment més recent de Pasternak, Gloria Jean. La comunitat alemanya a Hollywood va ajudar a establir Bressart a Amèrica, ja que les seves primeres pel·lícules americanes van ser dirigides per Ernst Lubitsch, Henry Koster i Wilhelm Thiele, director de The Three from the Filling Station (originalment Die Drei von der Tankstelle, 1930), una pel·lícula que inclou Bressart en un paper petit.
Bressart va obtenir un gran èxit a Ninotchka (1939), de Lubitsch, com un dels emissaris soviètics que segueix el personatge principal interpretat per Greta Garbo, a París. Una imatge de Metro-Goldwyn-Mayer, l'estudi va signar Bressart com a actor contractat. La major part del seu treball a la MGM consistia en papers secundaris en pel·lícules importants com Edison, the Man, Camarada X i The Shop Around the Corner de Lubitsch, totes elles estrenadas el 1940.

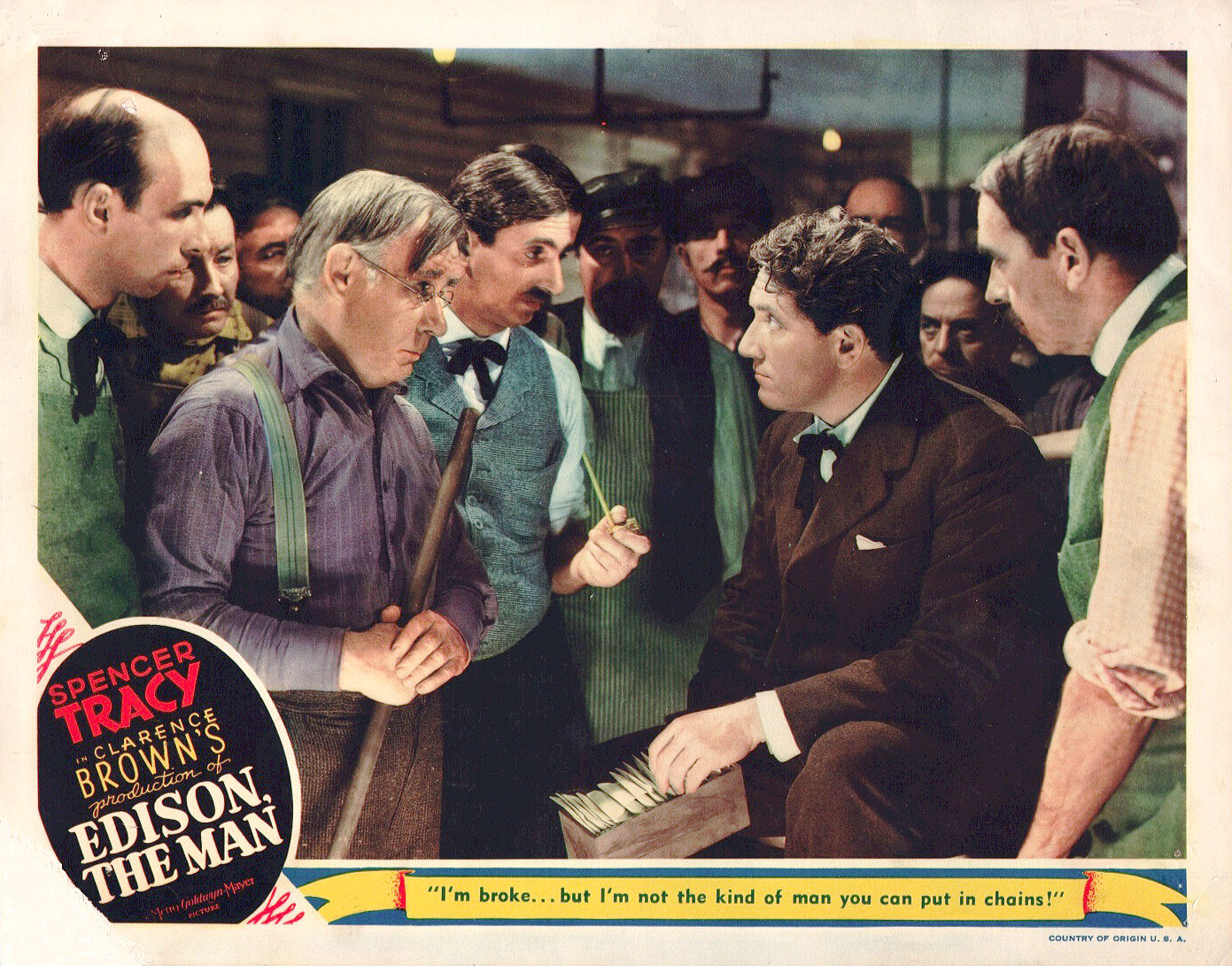
Targeta de vestíbul d'Edison, the Man - Bressart és el tercer per l'esquerra.

Va combinar el seu accent lleuger d'Europa de l'Est amb un discurs suau per crear personatges amables i simpàtics, com a Ser o no ser (1942) de Lubitsch, en què recita amb sensibilitat el famós monòleg de Shylock de El marxant de Venècia.
Altres pel·lícules en què va aparèixer Bressart inclouen Blossoms in the Dust (1941), Three Hearts for Julia (1943), The Seventh Cross (1944) i Without Love (1945). Potser el seu paper més important va ser en una comèdia musical RKO "B" Ding Dong Williams, el 1945. Bressart, nomenat tercer, va interpretar el supervisor desconcertat del departament de música d'un estudi de cinema i va aparèixer amb vestit formal per dirigir una versió orquestral de Fantasia-Impromptu de Chopin.
Després de gairebé 40 fotografies de Hollywood, Felix Bressart va morir sobtadament de leucèmia als 57 anys. La seva darrera pel·lícula va ser My Friend Irma (1949), la versió cinematogràfica d'un popular programa de ràdio. Bressart va morir durant la producció, forçant l'estudi a tornar a rodar les seves escenes acabades amb Hans Conried. A la pel·lícula acabada, Bressart encara es veu en els plans llargs.

## Filmografia completa

### Pel·lícules en alemany
- Liebe im Kuhstall (1928) - Der Gerichtsvollzieher
- Es gibt eine Frau, die dich niemals vergißt (1930)
- Der Sohn der weißen Berge (1930) - Jailer
- Der Kampf mit dem Drachen oder: Die Tragödie des Untermieters (1930, Curtmetratge) - Der Untermieter
- Die zärtlichen Verwandten (1930) - Onkel Emil
- Die Drei von der Tankstelle (1930) - Gerichtsvollzieher / Bailiff
- Der keusche Josef (1930) - Eizes, ihr Faktotum
- Das alte Lied (1930) - Jacques
- Drei Tage Mittelarrest (1930) - Franz Nowotni, Fuesilier
- Eine Freundin so goldig wie Du (1930) - Richard
- Die Privatsekretärin (1931) - Bankdiener Hasel
- Der wahre Jakob (1931) - Böcklein
- Der Schrecken der Garnison (1931) - Musketier Kulicke
- Nie wieder Liebe! (1931) - Jean
- Trara um Liebe (1931) - Major Fröschen
- Ausflug ins Leben (1931) - Hirsekorn - Schauspieler und Chauffeur
- Kameradschaft (1931) - Café Doorman (no acreditat)
- Der Herr Bürovorsteher (1931) - Joachim Reißnagel
- Holzapfel weiß alles (1932) - Johannes Georg Holzapfel
- Der Glückszylinder (1932) - Gottfried Jonathan Bankbeamter
- ...und wer küßt mich? (1933) - Direktor Ritter
- Wie d'Warret würkt (1933) - Herr Schramek
- C'était un musicien (1933) - Le baron Vandernyff
- Salto in die Seligkeit (1933) - Kriegel, Geheimdetektiv
- Peter (1934) - Avi
- Ball im Savoy (1935) - Birowitsch, der Sekretär
- Alles für die Firma (1935) - Philipp Sonndorfer
- Viereinhalb Musketiere (1935) - Professor Volksmann
- Heut' ist der schönste Tag in meinem Leben (1935) - Max Kaspar

### Pel·lícules en anglès
- Three Smart Girls Grow Up (1939) - Professor de música
- Bridal Suite (1939) - Maxl
- Ninotchka (1939) - Comrade Buljanoff
- Swanee River (1939) - Henry Kleber
- The Shop Around the Corner (1940) - Pirovitch
- It All Came True (1940) - The Great Boldini
- Edison, the Man (1940) - Michael Simon
- Third Finger, Left Hand (1940) - August Winkel
- Escape (1940) - Fritz Keller
- Bitter Sweet (1940) - Max
- Camarada X (Comrade X) (1940) - Vanya
- Ziegfeld Girl (1941) - Mischa
- Blossoms in the Dust (1941) - Dr. Max Breslar
- Married Bachelor (1941) - Professor Ladislaus Milic
- Kathleen (1941) - Mr. Schoner
- Mr. and Mrs. North (1942) - Arthur Talbot
- Ser o no ser (To Be or Not to Be) (1942) - Greenberg
- Crossroads (1942) - Dr. Andre Tessier
- Iceland (1942) - Papa Jonsdottir
- Three Hearts for Julia (1943) - Anton Ottoway
- Per damunt de la sospita (Above Suspicion) (1943) - Mr. A. Werner
- Don't Be a Sucker (1943, Short) - Professor anti-nazi
- Song of Russia (1944) - Petrov
- The Seventh Cross (1944) - Poldi Schlamm
- Greenwich Village (1944) - Hofer
- Blonde Fever (1944) - Johnny
- Secrets in the Dark (1944, Curtmetratge)
- Without Love (1945) - Prof. Ginza
- Dangerous Partners (1945) - Prof. Roland Budlow
- Ding Dong Williams (1946) - Hugo Meyerheld
- The Thrill of Brazil (1946) - Ludwig Kriegspiel
- Her Sister's Secret (1946) - Pepe - Propietari de cafè de Nova Orleans
- I've Always Loved You (1946) - Frederick Hassman
- A Song Is Born (1948) - Professor Gerkikoff
- Retrat de Jennie (Portrait of Jennie) (1948) - Pete
- Take One False Step (1949) - Professor Morris Avrum (darrer paper en pel·lícula)